# Elektrikergymnasiet
Elektrikergymnasiet är en gymnasieskola och ligger sedan vårterminen 2022 vid Västberga gårdsväg 36 i Stockholm.                                                                                                  Skolan låg tidigare vid Radiusbacken 9 i Midsommarkransen.
Elektrikergymnasiet är en friskola som erbjuder elprogrammet med inriktningen elteknik, vilket leder till exempelvis elektrikeryrket. Skolan grundades 2006 av lärare inom branschen och har ca 130 elever på nationella programmet och ca 30 elever på yrkesintroduktionen. Nationella programmet är fördelat på två klasser om 22-23 elever i årskurs 1, 2, 3. Yrkesintroduktionen är fördelat på en klass om ca 10-12 elever i årskurs 1, 2, 3. 
På nationella programmet läser eleverna i årskurs 1 och 2 både karaktärsämnen så som elektromekanik, mekatronik, praktisk ellära och övriga kurser inom elinstallationer samt gymnasiegemensamma ämnen så som matematik, svenska, engelska, idrott & hälsa och samhällskunskap m.fl. 
På elektrikergymnasiet har eleverna på nationella programmet all sin praktik i årskurs 3 fördelat på 3 dagar i veckan under hela läsåret. De två resterande dagarna befinner sig eleverna i årskurs 3 i skolan för att läsa högskoleförberedande kurser samt idrott & hälsa. Skolan har ett samarbete med företag som exempelvis APQ EL, Bravida och Storstadens EL m.fl. Skolan garanterar praktikplats till alla elever i årskurs 3, så ingen elev riskerar att vara utan praktikplats.
Elektrikergymnasiets utbildning motsvarar branschens krav på certifiering av ECY, vilket innebär att studenterna tillgodogjort sig en utbildning som leder till att bli certifierad starkströmselektriker efter 1 600 timmars lärlingstjänst. Elektrikergymnasiet har fått branschens godkännande som rekommenderbar skola för den som vill satsa på en bra elektriker utbildning.